# Homogyna alluaudi
Homogyna alluaudi là một loài bướm đêm thuộc họ Sesiidae. Nó được tìm thấy ở Kenya.